# Boccaccio (ópera)
Boccaccio, o El príncipe de Palermo (título original en alemán, Boccaccio, oder Der Prinz von Palermo) es una opereta en tres actos con música de Franz von Suppé y libreto en alemán de Camillo Walzel y Richard Genée, basado en la obra teatral de Jean-François Bayard, Adolphe de Leuven, Léon Lévy Brunswick y Arthur de Beauplan, basada a su vez en el Decamerón de Giovanni Boccaccio. Se estrenó en el Carltheater de Viena el 1 de febrero de 1879.
Oscar Weil y Gustav Hinrichs hicieron una traducción al inglés en torno al año 1883. La opereta fue adaptada al castellano por Luis Mariano de Larra, estrenándose dicha versión en el Teatro de la Zarzuela de Madrid el 12 de diciembre de 1882. Una refundición en un acto de esta adaptación firmada por Luis de Larra y Osorio, hijo de Luis Mariano, fue dada a conocer en el Gran Teatro de Madrid el 11 de julio de 1908, ajustando el formato de la obra al sistema del teatro por horas entonces vigente.
Es la más refinada opereta de Suppé, y la que más se representa en la actualidad.

## Personajes
| Personaje                               | Tesitura     | Reparto del estreno, 1 de febrero de 1879 (Director: - ) |
| --------------------------------------- | ------------ | -------------------------------------------------------- |
| Fiametta, hija adoptiva de Lambertuccio | soprano      | Rosa Streitmann                                          |
| Giovanni Boccaccio, novelista y poeta   | mezzosoprano | Antonie Link                                             |
| Beatrice, esposa de Lambertuccio        | soprano      |                                                          |
| Isabella, esposa de Lotteringhi         | mezzosoprano |                                                          |
| Peronella                               | contralto    |                                                          |
| Pietro, príncipe de Palermo             | tenor        |                                                          |
| Lambertuccio, el tendero                | barítono     | Karl Blasel                                              |
| Lotteringhi, el tonelero                | barítono     |                                                          |
| Scalza, el barbero                      | barítono     |                                                          |
| Leonello, amigo estudiante de Boccaccio | barítono     |                                                          |
| Checco, un mendigo                      | bajo         |                                                          |
| Fratelli, el librero                    | barítono     |                                                          |
| Mayordomo                               | barítono     |                                                          |

## Sinopsis
Tiempo: 1331.
Lugar: Florencia.
En la Florencia del Primer renacimiento, las novelas eróticas del poeta Boccaccio causan sensación y los ciudadanos se dividen entre las fanes femeninas de sus cuentos escandalosos y sus celosos maridos. Los esposos traman expulsar a Boccaccio de la ciudad y hacen que lo encierren. Pero Boccaccio tiene otros planes, incluyendo uno para obtener la mano de la hija del duque, Fiametta, lo que logra finalmente después de encontrar el favor del duque.

## Arias, dúos y conjuntos
- "Ich sehe einen jungen Mann dort stehn" (Boccaccio)
- "Hab’ ich nur deine Liebe" (Fiametta, más tarde con Boccaccio)
- Finale del Acto 1 (Quema de libros)
- Serenata (Boccaccio, Pietro, Leonetto)
- Canción del tonelero (Lotteringhi)
- Trío del vals "Wie pocht mein Herz so ungestüm" (Fiametta, Isabella, Peronella)
- Sexteto de los amantes
- Dúo "Florenz hat schöne Frauen (Mia bella florentina)" (Fiametta, Boccaccio)
- Finale del Acto 3 (consejo de Boccaccio)